# Formula–1-es gumik
A Formula–1-es gumik jelentős szerepet játszanak egy Formula–1-es autónál. Különböző fajta abroncsokat különböztetünk meg, úgy mint lágy, kemény, köztes eső- (intermediate) vagy esőgumik. A sportág történetében már számos gumiabroncsgyártó vett részt, a 2023-as szezonban a Pirelli az egyedüli gumiszállítója a Formula–1-nek.

## Történetük
A Formula–1-es gumiabroncsok csak felületét tekintve hasonlít egy normál országúti, általában személygépjárművön használt abroncsra. Utóbbi akár a 80 ezer km-es távolságot is teljesíti, míg a Formula–1-es gumik tapadása hamar elvész. Valójában a sportágban a gumik keveréke a meghatározó.
A 2005-ös szezonban egyetlen keverékű abroncs volt, amely később nagy bonyodalmakat okozott az amerikai nagydíjon. Ralf Schumacher az időmérő edzésen súlyos balesetet szenvedett a döntött kanyarban, és a versenyen a Michelin gumikat használó csapatok nem indultak el. Ennek érdekében 2006-ban ismét különböző keverékű gumikat lehetett használni.

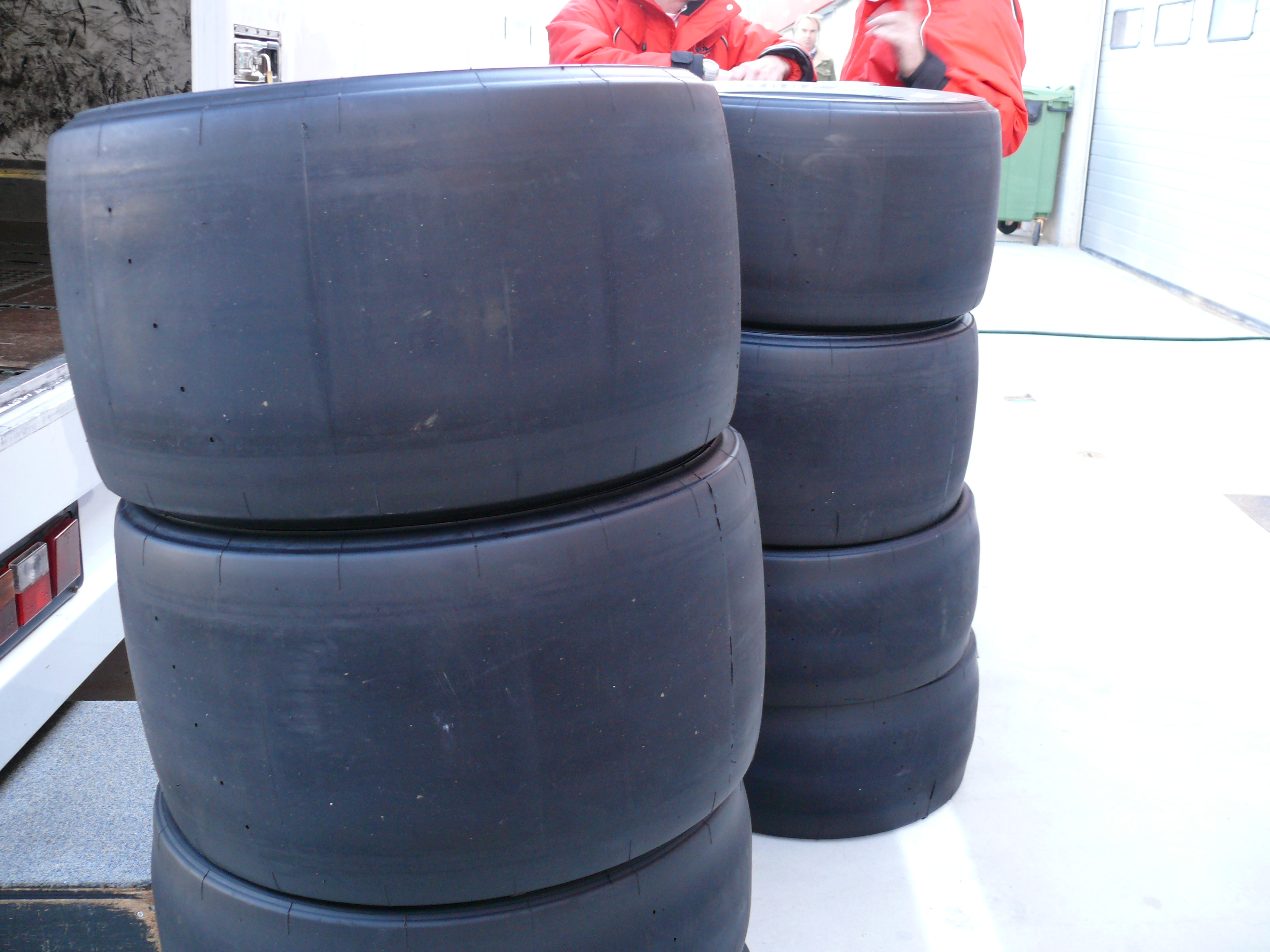
A 2009-es szezonban újra bevezetett sima felületű, azaz slick gumik

1998 és 2008 között a gumik méretét is szabályozták, remélve azt, hogy lassabb lesz valamennyivel a versenytempó. Egy abroncs elöl 355 mm nagyságú lehetett, míg hátul 380 mm, és a maximális átmérője 660 mm volt (670 mm volt a nedves gumié). A 2009-es szezonban számos aerodinamikai változtatásnak köszönhetően újra bevezették a sportág történetében a slick (sima felületű) gumikat, melyektől jobb tapadást és ezáltal több előzést reméltek.
A 2007-es szezontól megszűnt a gumiháború, a Bridgestone lett az egyetlen gumiszállító, miután a Michelin bejelentette visszalépését a válság miatt. A gumigyár négy különböző keverékű gumit hozott el a versenyekre. A keményebb abroncs tartósabb, ám tapadása gyengébb, ám a lágy keverékű abroncs jó tapadást biztosít, viszont nem tartós. Bevezették azt, hogy egy verseny alatt mindkét keveréket fel kell tenni, ez csak akkor nem érvényes, ha esős idő van. A lágy keverékű gumikat fehér csíkkal különböztették meg a keménytől, míg az esőgumit szintén ugyanígy különböztették meg az intermediate abroncsoktól.
A 2009-es szezonban, miután ismét bevezették a slick gumikat, a lágy gumikon ezúttal zöld csík volt oldalt, míg a keményen semmi sem, ez is megkülönböztetés volt. Ekkor is érvénybe lépett az a szabály, hogy két keveréket kell egy verseny alatt használni, a lágyat és a keményet, és ez csak akkor nem érvényes, ha esős idő van.
November 2-án a Bridgestone bejelentette kilépését a Formula–1-ből, ezek után 3 gumigyár, a Michelin, a Pirelli és a Cooper Avon adta be a pályázatát az FIA-nak. Végül 2010 júliusában derült ki, hogy a Pirelli lesz az egyedüli szállítója a sorozatnak, a gyár hároméves szerződést kötött az autósporttal. 2010 augusztusában már a gumigyár egy tesztprogramot kezdett el, a gumit egy Toyota TF109 autón próbálták ki először a Mugello Circuitön, a tesztpilóta Nick Heidfeld lett.
A szabályok ennél a gyártónál sem változtak azzal a különbséggel, hogy az időmérő edzés harmadik szakaszába bejutó 10 pilótának azzal a típusú gumival kellett elrajtolni, amellyel befejezte az edzést. Az abroncs kinézete, megkülönböztetése megváltozott. A szuper lágy keveréken piros csík volt látható, a sima lágy gumin zöld festés, míg a keményebb abroncsokon ezüst csík oldalt. A köztes eső- és az esőgumik a narancssárga jelölést kapták.
A 2011-es maláj nagydíjon a Pirelli két lágyabb keverékű abroncsot hozott. A jelölések az első versenyen bonyodalmat okoztak, hiszen a két abroncsot majdhogynem össze lehetett keverni. Azonban a török nagydíjon a gumik már új jelölést kaptak, az abroncson feltüntették a P Zero feliratot, mellyel elérték, hogy az autók versenyzése közben jobb lehetőség legyen kiigazodni a csíkokon, hiszen amikor az autók versenytempót diktáltak, akkor a gumik forgása közben ezáltal már felismerhetőbb volt a keverék típusa.

## A 2005-ös amerikai nagydíj utáni viták
2005. június 17-én a délutáni időmérő edzésen a Toyotás Ralf Schumacher súlyos balesetet szenvedett az Indianapolis Motor Speedwayen bal hátsó defekt miatt a 13-as számú, döntött kanyarban. Mint utólag kiderült, a Michelin gyár abroncsai nem bírták az oldalirányú terhelést, nagy nyomást okozott a döntött kanyarban a gumi.

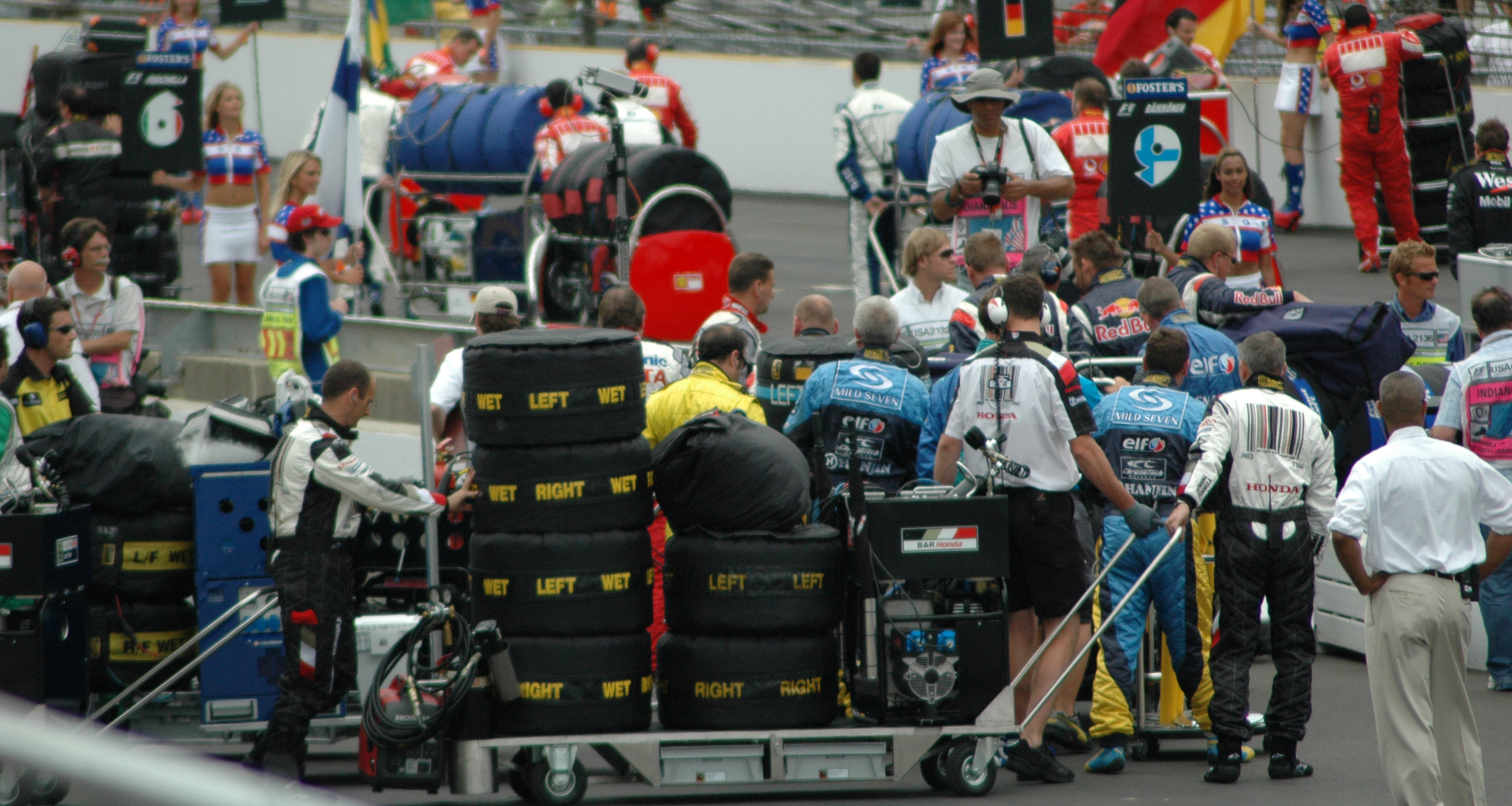
A Michelin gumik bonyodalmat okoztak az amerikai nagydíj hétvégéjén

Ezek után hét csapat, a BAR, a McLaren, a Williams, a Red Bull, a Renault, a Toyota, és a Sauber a versenyen bejelentették, hogy nem állnak rajthoz. Azt tervezték, hogy egy másik gumigyártól kérik majd az abroncsokat, melynek Clermont-Ferrand városában van a központja. Azonban a lehetőség elúszott, mivel tudták, hogy ezeket az abroncsokat már használták a spanyol nagydíjon, és szintén efféle probléma merült fel náluk.
Charlie Whiting, az FIA versenyigazgatója, és a Michelin képviselői megkapták levélben ezt az ötletet, de ők sem tudták meghatározni a pontos okát Ralf Schumacher balesetének, az első érvük az volt, hogy az autóknak a 13-as kanyarban hirtelen le kell lassítaniuk, és ez az abroncsok számára megterhelő. Később kiderült nem hoztak más gumifajtákat a versenyre, így Whiting szerint is érthető volt a baleset. Több javaslattal állt elő ő és a csapatok is, az egyik az volt, hogy a pályát alakítsák át úgy, hogy a döntött kanyar ne szerepeljen benne, azonban ezt az FIA nem engedélyezte, a pálya vonalait ugyanis tilos átalakítani az egyik szabály szerint.
A másik levélben a Michelin képviselői, Pierre Dupasquier és Nick Shorrock azt írták, hogy nem engedélyezik a Michelin gumikat használó csapatok rajtját.
Végül a futamon 3 konstruktőr, a Ferrari, a Jordan és a Minardi vett részt.

## A zöld kampány

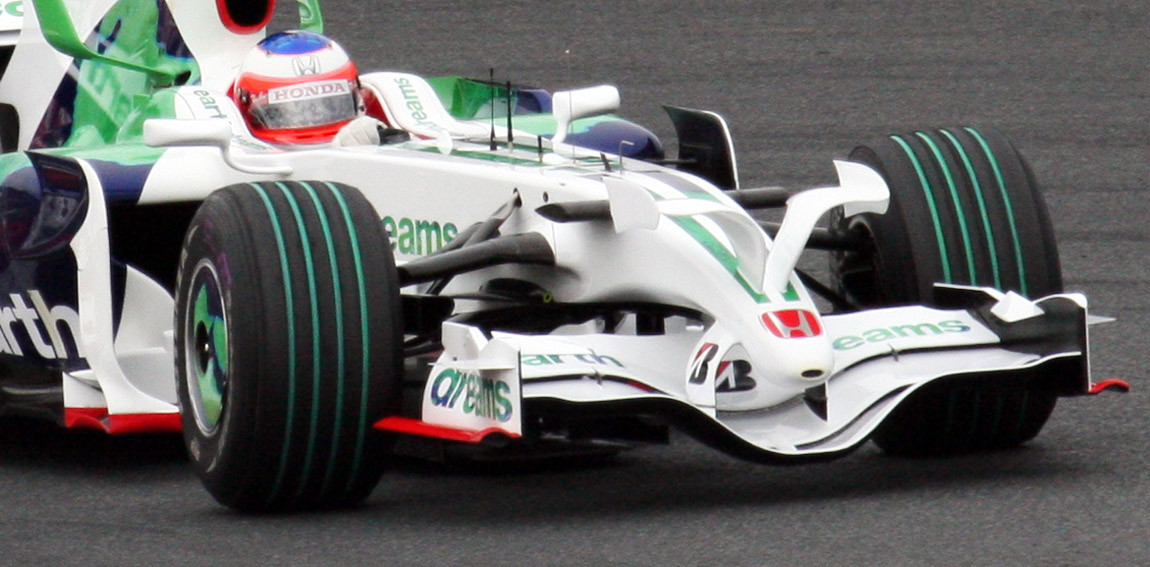
A Bridgestone gumiabroncsok a 2008-as japán nagydíjon. Rubens Barrichello autóján a lágy, míg Nick Heidfeld autóján a kemény keverékű abroncs látható, utóbbin a harmadik csík fehér, a megkülönböztetés miatt

A 2008-as japán nagydíjon mindegyik keverékű gumin zöld csíkok voltak láthatóak, ekkor ugyanis a Bridgestone gumigyár a természetre hívta fel a figyelmet.
A harmadik csík a kemény keverékű gumin fehér volt, megkülönböztetésül szolgált.
2009-re tervezte volna a Bridgestone a zöld csíkos gumikat, azonban miután bevezették a slick gumikat, elvetették az ötletet.

## Gyártók
A 2011-es szezontól a Pirelli az egyetlen gumiszállítója a sportágnak
Korábbi gyártók:
- Avon
- Bridgestone
- Continental
- Dunlop
- Englebert
- Firestone
- Goodyear
- Michelin

### Rekordok
Statisztika a gumigyártókról az Formula–1-ben. Vastaggal jelölve a jelenlegi gumigyártó.
| Helyezés | Gyártó      | Szezonok                                   | Versenyek | Győzelmek | Egyedüli szállító | Első győzelem             | Utolsó győzelem                 | Világbajnokság | Világbajnokság |
| Helyezés | Gyártó      | Szezonok                                   | Versenyek | Győzelmek | Egyedüli szállító | Első győzelem             | Utolsó győzelem                 | Versenyzői     | Konstruktőri   |
| -------- | ----------- | ------------------------------------------ | --------- | --------- | ----------------- | ------------------------- | ------------------------------- | -------------- | -------------- |
| 1        | Goodyear    | 1959 – 1998                                | 494       | 368       | 113               | 1965-ös mexikói nagydíj   | 1998-as olasz nagydíj           | 24             | 26             |
| 2        | Bridgestone | 1976 – 1977 1997 – 2010                    | 244       | 175       | 116               | 1998-as ausztrál nagydíj  | 2010-es abu-dzabi nagydíj       | 11             | 11             |
| 3        | Michelin    | 1977 – 1984 2001 – 2006                    | 215       | 102       | 0                 | 1978-as brazil nagydíj    | 2006-os japán nagydíj           | 6              | 4              |
| 4        | Dunlop      | 1950 – 1970 1976 – 1977                    | 175       | 83        | 0                 | 1958-as monacói nagydíj   | 1970-es belga nagydíj           | 8              | 9              |
| 5        | Pirelli     | 1950 – 1958 1981 – 1986 1989 – 1991 2011 – | 208       | 52        | 17                | 1950-es brit nagydíj      | 2021-es Formula-1 olasz nagydíj | 16             | 10             |
| 6        | Firestone   | 1950 – 1975                                | 121       | 49        | 11                | 1950-es indianapolisi 500 | 1972-es olasz nagydíj           | 4              | 3              |
| 7        | Continental | 1954 – 1958                                | 13        | 10        | 0                 | 1954-es francia nagydíj   | 1958-as argentin nagydíj        | 2              | 0              |
| 8        | Englebert   | 1950 – 1958                                | 61        | 8         | 0                 | 1955-ös monacói nagydíj   | 1958-as brit nagydíj            | 2              | 0              |
| 9        | Avon        | 1954 – 1958 1981 – 1982                    | 29        | 0         | 0                 | N/A                       | N/A                             | 0              | 0              |